# デビッド・フィズデイル
デビッド・フィズデイル（David S. Fizdale, 1974年6月16日 - ）は、アメリカ合衆国・カリフォルニア州ロサンゼルス出身のバスケットボール指導者。現在はフェニックス・サンズのアシスタントコーチを務めている。『フィッツデール』と表記される場合もある。

## 経歴
ロサンゼルスの高校からサンディエゴ大学に進学し、ポイントガードとして活躍。大学卒業後にコーチに転身。2003年からNBAの世界に入り、ゴールデンステート・ウォリアーズのアシスタントコーチからNBAのコーチキャリアがスタート。2004年から4年間はアトランタ・ホークスのアシスタントコーチを務め、2008年にマイアミ・ヒートのアシスタントコーチに就任。2012年、2013年とNBA2連覇に貢献した。
2013年のオールスターウィークエンドのライジング・スターズ・チャレンジで、シャキール・オニールの指名によりチーム・シャックのヘッドコーチを務め、チャールズ・バークレー指名のサンアントニオ・スパーズのアシスタントコーチ、マイク・ビューデンホルツァー率いるチーム・チャックを破った。
2016年5月26日、メンフィス・グリズリーズのヘッドコーチに就任した。契約期間は4年。2017-18シーズンは、当初は勝ち越していたが、マイク・コンリーの負傷欠場などもあり、8連敗を喫すると、11月27日、解雇された。
2018年5月7日、ニューヨーク・ニックスの29人目のヘッドコーチに就任した。2019年12月6日、ニックスに解雇された。
2021年9月、ロサンゼルス・レイカーズのアシスタントコーチに就任した。
2022-2023シーズンが開幕する前にユタ・ジャズのアソシエイトGMに就任した。
2023年6月、フェニックス・サンズのアシスタントコーチに就任した。